# جان سیول (بازیکن فوتبال)
جان سیول (به انگلیسی: John Sewell) (۷ ژوئیه ۱۹۳۶ – ۲۱ نوامبر ۲۰۲۱) یک بازیکن فوتبال اهل بریتانیا بود.